# Nur zu Besuch: Unplugged im Wiener Burgtheater
Nur zu Besuch (en alemán 'solamente de visita') es el tercer álbum en vivo del grupo alemán de punk rock Die Toten Hosen. El disco y el DVD homónimo se grabaron el 1 y 2 de septiembre de 2005 en el Burgtheater de Viena, Austria. La grabación pertenece a la serie MTV Unplugged, en la que los artistas interpretan parte de su repertorio en versión acústica. 
En esos dos conciertos, Die Toten Hosen interpretaron, junto a algunos de sus éxitos más populares como Opel-Gang, Hier kommt Alex, Wünsch dir was, Alles aus Liebe, Nichts bleibt für die Ewigkeit, Bonnie & Clyde, Auswärtsspiel, Nur zu Besuch y Freunde, versiones de Blitzkrieg Bop (Ramones), The Guns of Brixton (The Clash) y Hand in Hand (Beatsteaks). Los títulos Popmusik, Der Bofrost Mann y Weltmeister fueron compuestos en colaboración con Funny van Dannen. La pieza Der letzte Kuss tampoco había sido publicada previamente. Los nuevos arreglos de los temas fueron obra del compositor alemán Hans Steingen. Die Toten Hosen tocaron acompañados por los músicos Esther Kim (al piano y acordeón) y Raphael Zweifel (al violonchelo). En ambas actuaciones, los espectadores eran en gran parte invitados. Las pocas entradas que se vendieron al público fueron sacadas a sorteo por la propia banda.
La portada, así como el folleto que acompaña al CD, contiene fotos de la artista gráfica alemana Donata Wenders. Se lanzaron dos sencillos de Nur zu Besuch: Hier kommt Alex y The Guns of Brixton. 

## Lista de canciones
1. Blitzkrieg Bop ("Baile de la Blitzkrieg") − 2:23 versión de los Ramones (T.+M.: Hymann, Cummings, Colvin, Erdelyi)
2. Opel-Gang ("Banda del Opel") − 2:35 (música: Campino , Andreas von Holst / letra: Campino, v. Holst, Meurer , Trimpop , Breitkopf)
3. Auswärtsspiel ("Partido como visitante") − 3:14 (Campino)
4. Popmusik ("Música pop") − 2:30 (Campino, Funny van Dannen)
5. Nichts bleibt für die Ewigkeit ("Nada queda para la eternidad") − 3:25 (v. Holst, Campino / Campino, Hanns Christian Müller)
6. Hier kommt Alex ("Aquí viene Alex") − 4:19 (Meurer / Campinio)
7. The Guns of Brixton ("Las armas de Brixton") − 2:38 versión de The Clash (Paul Simonon)
8. Das Mädchen aus Rottweil ("La muchacha de Rottweil") − 3:34 (Campino, v. Holst / Campino)
9. Der letzte Kuss ("El último beso") − 2:44 (Breitkopf, Meurer / Campino)
10. Wünsch dir was ("Desea algo") − 3:46 (Meurer / Campino)
11. Der Bofrost Mann ("El hombre Bofrost") − 2:42 (van Dannen, Campino)
12. Böser Wolf ("Lobo feroz") − 3:11 (Meurer / Campino)
13. Pushed Again ("Otra vez presionado") − 4:08 (Breitkopf / Campino)
14. Weltmeister ("Campeones del mundo") − 2:58 (v. Holst, van Dannen / van Dannen, Campino)
15. Alles aus Liebe ("Todo por amor") − 4:22 (Campino)
16. Freunde ("Amigos") − 4:26 (Campino, v. Holst / Campino)
17. Nur zu Besuch ("Sólo de visita") − 4:37 (Campino, v. Holst / Campino)
18. Hand in Hand ("Mano sobre mano"/"Las manos dadas") − 3:48 versión de los Beatsteaks (T.+M.Baumann, Götz, Kurtzke, Scholz, Teutoburg-Weiss)
19. [Eisgekühlter Bommerlunder]] ("Bommerlunder helado") − 4:22 (Molinare, Dt.Spez.; Trimpop/Trimpop)
20. Schönen Gruß, auf Wiederseh’n ("Un saludo, hasta la vista") − 3:29 (Rohde / Campino)

## Vídeo
Paralelamente al disco, se lanzó un DVD/Blu-ray con imágenes de los conciertos. La grabación fue dirigida por Paul Shyvers y contiene los siguientes títulos adicionales:
1. Was zählt ("Lo que cuenta") − (Breitkopf, v. Holst / Campino)
2. Alles wird vorübergehen ("Todo pasará")− (v. Holst / Campino)
3. Ich bin die Sehnsucht in dir ("Soy la nostalgia que hay en ti") − (v. Holst / Campino, Arezu Weitholz)
4. Bonnie & Clyde − (Breitkopf / Campino)
5. Call of the Wild ("Llamada de la selva") − (Breitkopf / Campino, T. V. Smith)
6. Viva la Revolution − (Breitkopf / Campino)
7. Steh auf, wenn du am Boden bist ("Levántante cuando estés en el suelo") − (v. Holst / Campino)
8. Madeleine (aus Lüdenscheid) ("Madeleine (de Lüdenscheid)") − (van Dannen, Campino)
9. Wort zum Sonntag ("La palabra del omingo") −  (v. Holst / Campino)
10. You’ll Never Walk Alone ("Nunca caminarás solo"/"Nunca caminaréis solos") − himno del FC Liverpool (Rodgers / Hammerstein)

## Recepción
El disco alcanzó la quinta posición en la lista de ventas de álbumes de Alemania, la sexta en Austria y la séptima en Suiza. El mismo año de su salida al mercado, obtuvo la certificación de disco de oro en Alemania, y en 2006 se hizo con la de platino. En 2009 alcanzó otros tres discos de oro, y en 2010 por segunda vez el de platino. En Austria, obtuvo un disco de oro en 2006. El disco fue galardonado por los oyentes de 1 LIVE con el premio 1Live Krone al mejor álbum de 2006.